# Zwartstaartparkiet
De zwartstaartparkiet (Pyrrhura melanura) is een vogel uit de familie Psittacidae (papegaaien van Afrika en de Nieuwe Wereld). 

## Verspreiding en leefgebied
Deze soort komt voor in het westelijke Amazonebekken en telt vijf ondersoorten:
- P. m. pacifica: zuidwestelijk Colombia en noordwestelijk Peru.
- P. m. chapmani: de Andes van zuidelijk Colombia.
- P. m. melanura: van zuidoostelijk Colombia en zuidelijk Venezuela tot oostelijk Ecuador, noordoostelijk Peru en noordwestelijk Brazilië.
- P. m. souancei: het zuidelijke deel van Centraal-Colombia.
- P. m. berlepschi: zuidoostelijk Ecuador, noordelijk Peru.

## Status
De grootte van de populatie is niet gekwantificeerd maar de soort wordt omschreven als vrij algemeen in zijn hele verspreidingsgebied. Op de Rode lijst van de IUCN heeft deze soort de status niet bedreigd.